# Lim Siew Choon
Lim Siew Choon (* 1. Januar 1965) ist eine malaysische Badmintonspielerin. 

## Karriere
Lim Siew Choon nahm 1989 und 1991 an den Badminton-Weltmeisterschaften teil und erreichte dabei als beste Platzierung Rang neun 1991. 1989 wurde sie Dritte bei den Südostasienspielen.

## Sportliche Erfolge
| Saison | Veranstaltung     | Disziplin   | Platz | Name                          |
| ------ | ----------------- | ----------- | ----- | ----------------------------- |
| 1989   | Weltmeisterschaft | Damendoppel | 17    | Lee Wai Leng / Lim Siew Choon |
| 1989   | Weltmeisterschaft | Dameneinzel | 17    | Lim Siew Choon                |
| 1989   | Südostasienspiele | Damendoppel | 3     | Lim Siew Choon / Lee Wai Leng |
| 1991   | Weltmeisterschaft | Damendoppel | 9     | Lee Wai Leng / Lim Siew Choon |
| 1991   | Weltmeisterschaft | Dameneinzel | 9     | Lim Siew Choon                |